# Wanda Zwolińska
Wanda Zwolińska (ur. 1936) – polska lekkoatletka, biegaczka średniodystansowa.
Brązowa medalistka mistrzostw kraju w biegu na 800 metrów (1957).

## Rekordy życiowe
- Bieg na 400 metrów – 1:00,3 (1958)[1]
- Bieg na 500 metrów – 1:17,4 (1959)[1]
- Bieg na 800 metrów – 2:16,2 (1959)[1]
- Pięciobój – 1920 pkt. (1958)[1]